# Centrarthra
Centrarthra é um gênero de traça pertencente à família Arctiidae.